# Schaflaub
Schaflaub, auch als Schafwellen, Futterlaub oder Laubheu bezeichnet, ist ein alter Begriff aus der Forst- und Landwirtschaft und bezeichnet gebündelte und getrocknete Laubbaumäste, deren Laub der Tierfütterung diente.

## Herstellung
Zur Herstellung von Schaflaub wurden am Ende des Sommers dünne Äste (sogenannte Reiser) von Laubbäumen abgeschlagen. Verwendete Baumarten waren dabei zum Beispiel Eichen, Hainbuchen oder Ulmen. Die frischen Zweige wurden gebündelt und umgehend in die Sonne zur Trocknung aufgehängt. Die trockenen Bündel wurden danach bis zum Gebrauch im Winter an einem trockenen Ort eingelagert.

## Anwendung
Die getrockneten Reiserbündel wurden im Winter zur Fütterung von Rehen, Dam- und Rotwild in freier Wildbahn, aber auch in Parkanlagen verwendet. Dabei galt das Laub als optimale Äsung für das Wild, da es zum einen für die Tiere als sehr nahrhaft und „der Gesundheit auf keine Weise nachtheilig“ beschrieben wurde, zum anderen, weil sich der Aufwand für diese Art von Wildfutter auf das Schlagen, Bündeln und Lagern der Äste beschränkte.
Die Bezeichnung Schaflaub bezieht sich auf die Verwendung als Winterfutter für Hausschafe. Schaflaub wurde oft von ärmeren Bauern verwendet, die sich kein anderes Futter leisten konnten. Im Gegensatz zur Wildfütterung galt Schaflaub für Hausschafe als „höchst schlechtes und gehaltloses Nahrungsmittel“, welches sich sogar negativ auf die Gesundheit der Tiere auswirken kann. In anderen Darstellungen hingegen werden seine Nährwerte mit „Wiesenheu mittlerer, bis guter Qualität“ und somit als wertvolle Futterquelle beschrieben.
Nachdem das Wild bzw. die Schafe das Laub von den Ästen abgefressen hatten, wurde das übriggebliebene Holz als Brennreisig verwendet und entweder weiterverkauft oder für den Eigenbedarf genutzt.

## Sonstiges
Die alternative Benennung Schafwellen stammt von der alten Bezeichnung Welle für ein Bündel Brennreisig ab. Außerdem war die Einheit Welle ein holzwirtschaftliches Volumenmaß.
In vielen Regionen wurden durch Landwirte eigens Bäume auf Wiesenflächen angepflanzt, um Schaflaub für den Winter zu gewinnen. Besonders im Alpenraum ist diese heute noch verbreitet und als sogenannte Schneitelwirtschaft bekannt.